# Pernek
Pernek este o comună slovacă, aflată în districtul Malacky din regiunea Bratislava. Localitatea se află la altitudinea de 260 m deasupra n.m., se întinde pe o suprafață de 27,36 km2 și în 2017 număra 863 de locuitori.

## Istoric
Localitatea Pernek este atestată documentar din 1394.

## Demografie
| An:                | 1994 | 2004   | 2014   | 2024   |
| ------------------ | ---- | ------ | ------ | ------ |
| Număr de persoane: | 742  | 793    | 846    | 899    |
| Diferență:         |      | +6,87% | +6,68% | +6,26% |

| An:                | 2023 | 2024   |
| ------------------ | ---- | ------ |
| Număr de persoane: | 908  | 899    |
| Diferență:         |      | −0,99% |